# Dafydd Rhys Williams
Dafydd Rhys "Dave" Williams, född 16 maj 1954 i Saskatoon, är en kanadensisk astronaut (CSA), uttagen i NASAs astronautgrupp 15 1995.
Asteroiden 13808 Davewilliams är uppkallad efter honom.

## Rymdfärder
- Columbia - STS-90
- Endeavour - STS-118